# Huehuecanauhtlus
Huehuecanauhtlus é um gênero de dinossauro da superfamília Hadrosauroidea. Há uma única espécie descrita para o gênero Huehuecanauhtlus tiquichensis. Seus restos fósseis foram encontrados em Michoacán, México, e datam do Cretáceo Superior (Santoniano).